# Кодру
Ко́дру (рум. Codru) — город в Молдавии в составе муниципия Кишинёв. Расположен в 5 км от железнодорожной станции Кишинёв.

## История
В состав города Кодру входит местность Костюжены, название которой происходит от бывшей монастырской вотчины, известной с середины XIX века.
О происхождении названия Костюжены существует легенда, рассказанная в 1940-х годах директором психиатрической лечебницы Лашковым. В XIX веке между Кишинёвом и Бендерами росли леса. Однажды зимой в сильную метель, когда замело дорогу, волчья стая загрызла двух гимназистов Костю и Женю, ехавших с кучером домой. Мать, когда узнала об этом, потеряла рассудок. Тогда отец решил посвятил себя служению душевнобольным. Он в 1895 году на территории монастырской вотчины построил больницу, дав ей имена погибших детей: «Костя-Женя». Со временем это название приобрело форму Костюжены. К 1908 году Костюженская лечебница превратилась в лучшее психиатрическое учреждение Российской империи.
После 1907 года в имении Костюжены создана опытная станция по виноградорству и виноделию — Костюженский опытно-показательный виноградный сад. В советские времена на этом участке находился главный лабораторный корпус Молдавского НИИ виноградарства и виноделия.
Посёлок городского типа Кодру был основан в 1977 году при научно-производственном объединении «Кодру». Тогда он входил в состав Кутузовского района МССР (ныне Яловенский район). В советское время в пгт Кодру располагались центральная усадьба НПО «Виерул», учебно-опытное хозяйство Кишинёвского сельскохозяйственного института имени М. В. Фрунзе, биологическая станция Кишинёвского университета имени Ленина, три строительных управления. К 1984 году в Кодру работала восьмилетняя школа, клуб с киноустановкой, две библиотеки, республиканский музей виноградарства, больница, врачебная амбулатория, 3 детских яслей-сада, кафе, столовая, магазины, отделение связи, водопровод. В центре посёлка располагался парк-дендрарий, в котором был установлен бюст В.И. Ленина.
После 1991 года, когда была установлена государственная независимость Молдавии, Кодру был придан статус города в составе муниципия Кишинёв.

## Достопримечательности
Город Кодру знаменит своими лечебными учреждениями. В городе расположена самая известная в Молдавии психиатрическая лечебница Костюжены (для жителей Кишинёва название «Костюжены» является именем нарицательным, как для жителя Москвы или Санкт-Петербурга — название «Кащенко»; про Костюжены сочиняют шутки и анекдоты, Костюжен боятся и туда посылают), известная ещё с конца XIX века (архитектор старых корпусов, являющихся памятниками архитектуры XIX века — Александр Бернардацци).
Также в Кодру, в непосредственной близости от психиатрической больницы Костюжены, находится Республиканский кожно-венерологический диспансер.

## Транспорт
Город связан с Кишинёвом автобусным маршрутом № 9 и троллейбусным маршрутом №2, №17, №8 и маршрутным такси № 178 и  № 108